# 山下雅之
山下 雅之（やました まさゆき、1956年10月20日 - ）は、日本の社会学者、帝京大学教授。

## 人物・来歴
岐阜県出身。京都大学文学部哲学科社会学専攻卒業、同大学院文学研究科修士課程（社会学）修了。パリ・ソルボンヌ大学（パリ第4大学）博士課程修了。京都大学文学部助手、近畿大学文芸学部教授、帝京大学文学部教授。社会学およびフランス社会論を専門とする。

## 受賞
- 1996年『コントとデュルケームのあいだ---1870年代のフランス社会学』により、第13回渋沢・クローデル賞ルイ＝ヴィトン・ジャパン特別賞を受賞。

## 著書
- 『コントとデュルケームのあいだ 1870年代のフランス社会学』（木鐸社）1996
- 『フランスのマンガ』（論創社、2009年）
- 『タンタンのやさしくて不思議な冒険』論創社、2012.2

### 共著
- 『わたしのプロヴァンス ラヴェンダーとパスティスと…』山下映子文, 山下雅之 写真　誠文堂新光社、1994.12
- 『パリ・アンティーク物語』山下雅之, 山下映子 文・写真 東京書籍,1996.11
- 『フレンチカントリーブック』京都書院アーツコレクション 山下映子 文, 山下雅之写真、1998.4
- 『現代文化テクスチュア』大越愛子,清眞人共編著 晃洋書房,2004.2

### 翻訳
- 『デュルケームドイツ論集』小関藤一郎共訳　行路社、1993.4
- ピエール・ブルデュー『美術愛好 ヨーロッパの美術館と観衆』木鐸社）1994
- ジル・フェレオル『社会学の基本用語』白水社・文庫クセジュ）1997
- レイモン・トマ『フランスのサッカー』白水社・文庫クセジュ）1998
- ピエール・アンサール『社会学の新生』監訳,石井素子,白鳥義彦, 都村聞人訳 藤原書店、2004年）
- フランソワ・デュベ『経験の社会学』監訳,濱西栄司, 森田次朗 訳　新泉社、2011.2
- Ch・ボードロ, R・エスタブレ『豊かさのなかの自殺』都村聞人, 石井素子共訳　藤原書店、2012.6
- フランソワ・デュベ『教えてデュベ先生、社会学はいったい何の役に立つのですか?』監訳, 濱西栄司, 渡邊拓也 訳　新泉社、2014.5